# François Stanislas Cloëz
François Stanislas Cloëz, né à Ors (Nord) le 24 juin 1817 et mort à Paris le 12 octobre 1883, est un chimiste et pharmacien français, cofondateur de la Société française de chimie, connu pour avoir été l’un des pionniers de la chimie analytique au cours du XIXe siècle.

## Biographie
Né dans une famille de cultivateurs, François Stanislas Cloëz commence ses études secondaires au collège du Cateau (Nord), puis au collège de Valenciennes, avant de s’orienter vers des études de pharmacie,,,,.
Tout d’abord stagiaire en probation dans plusieurs officines du Nord, à Valenciennes puis à Tournay, il est admis interne des hôpitaux de Paris et intègre l’école supérieure de pharmacie en 1841.
Durant les quatre années de son internat, il met en pratique et conforte son goût natif pour la chimie en effectuant notamment des recherches sous la direction de chimistes de renom, tels que Henri Victor Regnault, Théophile-Jules Pelouze ou Edmond Frémy. Ce dernier, en 1845, l’accueillera finalement en qualité de préparateur à l’Ecole polytechnique de la capitale.
En 1846, Cloëz entre au Muséum d’histoire naturelle comme aide-naturaliste, dans le laboratoire des Arts chimiques de Michel-Eugène Chevreul, poste qu’il conservera, parallèlement à d’autres fonctions, jusqu’à son décès à l’âge de soixante-six ans.
En 1849, il est nommé répétiteur de chimie à l’Ecole polytechnique.
En 1855, il se marie avec Claire Virginie Caroline Vulpian (1828-1855), sœur du physiologiste et neurologue français Edmé Félix Alfred Vulpian. De cette union naîtra un fils, Charles-Louis Cloëz (1857-1933), qui deviendra lui-même chimiste.
Cofondateur de la Société chimique de Paris, il est élu nouveau membre le 9 juin 1858 et en est le trésorier pendant sept ans. Plus tard, il en assurera la vice-présidence, puis la présidence en 1868.
En 1866, il obtient le diplôme de pharmacien de première classe après avoir soutenu avec succès une thèse sur l'oxydation des graisses végétales et, la même année, il devient également Docteur ès Sciences, en soutenant, auprès de la Faculté des Sciences de l'Université de Paris, une thèse sur les éthers cyaniques et leurs isomères ainsi qu’une seconde thèse sur la densité des vapeurs et la dilatation des gaz.
L’année suivante, il succède à Louis Pasteur dans l’emploi de professeur de physique, de chimie et de géologie à l’école des beaux-arts de Paris et, en 1869, il achève avec succès des études de médecine menées parallèlement à ses diverses occupations ; mais il ne présentera jamais sa thèse finale.
En 1872, il remplace Auguste Cahours au poste d’examinateur de sortie (de chimie) à l’école polytechnique, poste qu’il occupera jusqu’à son décès en 1883.
En 1879, il est élu membre éminent du Conseil d'hygiène publique et de salubrité du département de la Seine et en devient le Président en 1882. Il a aussi fait partie, pendant quinze ans, du Comité des arts chimiques de la Société nationale d’agriculture.
Les sources de son époque s’accordent à considérer François Stanislas Cloëz comme un homme consciencieux et modeste, « plus jaloux encore de mériter les récompenses que de les obtenir »,,.

## Travaux
François Stanislas Cloëz publie un premier travail en 1844, en commun avec le chimiste M. Bouquet, sur un nouveau genre de sels obtenu par l’action de l’hydrogène sulfuré sur les arséniates.
Il publiera ensuite, tout au long de sa carrière, des travaux variés, touchant aux différents domaines de la chimie : chimie minérale, chimie organique, chimie analytique, chimie appliquée, et autres sujets intéressant notamment les domaines de l’agriculture et de l’hygiène,.
Dans les années 1850, par exemple, il utilise en synthèse le chlorure de cyanogène, préparant la cyanamide avec le chimiste italien Stanislao Cannizzaro et des cyanamides substituées avec le chimiste français Auguste Cahours. Sur la base de ce travail, il développe ensuite des recherches sur les éthers cyaniques et leurs isomères (dont il fera le sujet de sa thèse, en 1866, pour l’obtention du grade de docteur en sciences physiques).
Dans les années 1870, il s’emploie à identifier les constituants des huiles essentielles et à les classer en fonction de leurs propriétés pour un usage médicinal, industriel, ou en parfumerie.

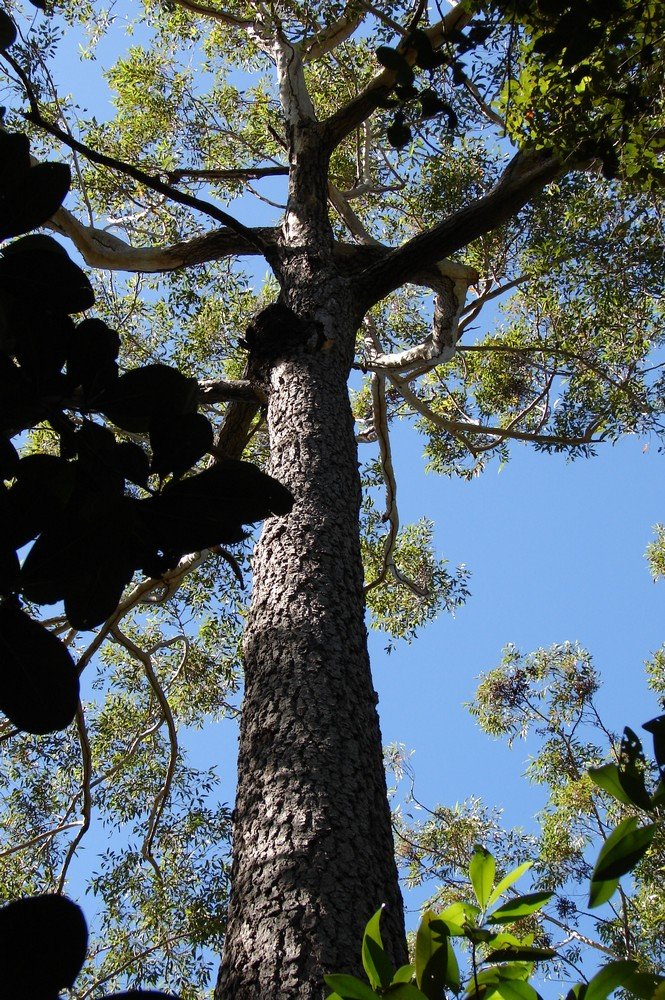
Eucalyptus cloeziana.

Il a notamment identifié le principal constituant de l’huile d’eucalyptus, auquel il a donné le nom d’Eucalyptol. En 1878, pour honorer ce travail de François Stanislas Cloëz, le scientifique allemand Ferdinand von Mueller a donné à une espèce d'eucalyptus le nom d’Eucalyptus cloeziana,.
De son élogieuse carrière, l’histoire retient aussi deux déboires :
Le premier est scientifique et concerne les premières diamines éthyléniques, qu’il étudia durant cinq ans et sur lesquelles il permit à la communauté scientifique d’étendre ses connaissances, mais il ne sut personnellement en tirer profit en raison d’une erreur de formulation résultant de son attachement à la théorie des équivalents chère à ses maîtres. S’appuyant sur lesdits travaux, le chimiste allemand August Wilhelm von Hofmann identifia quant à lui la véritable formule finale et obtint seul les honneurs de la découverte. Se jugeant en partie spolié, François Stanislas Cloëz reconnut en ressentir de l’amertume.
Le second résulte d’un probable canular découvert près d’un siècle plus tard : En 1864, avec Aimé Laussedat, Gabriel Auguste Daubrée et Marcellin Berthelot, François Stanislas Cloëz examina une météorite tombée le 14 mai 1864 à Orgueil, commune du Tarn-et-Garonne. Ils y découvrirent de la matière organique, constat amenant F. S. Cloëz à considérer que « La composition de cette matière carbonée semble indiquer l'existence d'êtres organiques organisés dans les corps célestes »,.
Mais, en 1961, l’examen d’un fragment dudit météore, conservé sous scellé depuis l’époque, permit d’y découvrir, enfouies et masquées semble-t-il intentionnellement, des capsules de graines et des grains de pollen bien terrestres. Il est supposé que cela puisse être le résultat d'un canular réalisé à l'époque aux fins de tromper les scientifiques et d’accréditer ainsi la thèse de l’existence d’une vie extraterrestre, comme le révèle le professeur Edward Anders (en) en 1963.

## Récompenses
- En 1865, il est gratifié d’un tiers du prix Jecker, de l’Académie des sciences, pour un ensemble de travaux de chimie organique.
- Chevalier de la Légion d'honneur. En 1866, il est nommé chevalier de l’ordre national de la Légion d’honneur[26],[27].
- En 1877, il est lauréat du prix Jecker (dans sa totalité) pour ses dernières recherches relatives à l’huile des graines de la plante connue des botanistes sous le nom de Elæococca vernicia[28].
- Il a été médaillé d’or par la Société d’agriculture pour ses travaux sur l'introduction du pavot à corne jaune (Glaucium flavum) dans les terrains non cultivés près du bord de mer[17].